# اوکلاس
اوکلاس (به فرانسوی: Aucaleuc) یک کمون در فرانسه است که در canton of Dinan-Ouest واقع شده‌است. اوکلاس ۶٫۳۸ کیلومتر مربع مساحت دارد.